# Ivan Bounine
« Bounine » redirige ici. Pour les autres significations, voir Bounine (homonymie).
Ivan Bounine (en russe : Иван Алексеевич Бунин, Ivan Alekseïevitch Bounine, ), né le 10 octobre 1870 (22 octobre dans le calendrier grégorien) à Voronej (Empire russe) et mort le 8 novembre 1953 à Paris (France), est un écrivain russe, auteur de poèmes, de nouvelles et de romans, lauréat du prix Nobel de littérature en 1933. Il est considéré comme l'un des plus grands prosateurs russes du XXe siècle,.

## Biographie

### Premières années
Ivan Bounine nait à Voronej au sein d'une célèbre famille (ru) de poètes — il est parent par son père des poètes Anna Petrovna Bounina (ru) (1774-1829) et Vassili Joukovski (1783-1852) —, issue de l'ancienne noblesse du gouvernement d'Orel, d'une ascendance polonaise lointaine. Il y passe les trois premières années de sa vie et vit ensuite dans le domaine familial d'Oziorki, à Boutyrki près d'Ielets, où son éducation est confiée à des précepteurs. Il est envoyé au petit lycée d'Ielets à l'âge de onze ans en 1881, mais retourne chez lui après cinq ans d'études. Son frère aîné, Iouli Bounine (ru) (1857-1921), le fait étudier et l'encourage alors à lire les classiques russes et à écrire.
À dix-sept ans, il publie son premier poème dans un magazine littéraire de Saint-Pétersbourg, La Patrie, et devient correcteur pour un journal local, Le Moniteur d'Orel. Il part pour Poltava avec l'une des collaboratrices du journal, Varvara Pachtchenko, devenue sa maîtresse, en dépit de l'opposition de ses parents. Il publie à Orel son premier recueil de poèmes en 1891, puis Sous le ciel ouvert en 1898, puis Automne, pour lequel il reçoit le prix Pouchkine en 1901.
En 1889, il suit son frère à Kharkov et correspond avec Anton Tchekhov, dont il fait la connaissance en 1895, Maxime Gorki et Léon Tolstoï. Il descend le Dniepr sur le bateau Tchaïka (La Mouette), expérience qu'il transpose dans un de ses récits en 1898, et se rend sur la tombe de Tarass Chevtchenko, qu'il apprécie particulièrement et qu'il traduira régulièrement.
Il publie des nouvelles qui le font connaître, comme Les Pommes d'Antonov en 1900. Il reçoit le prix Pouchkine de l'Académie des sciences de Russie à deux reprises (1903, 1909). Grâce à Maxime Gorki, il intègre les éditions de la Connaissance. Il fait partie du cercle littéraire moscovite Sreda.

### Débuts de carrière

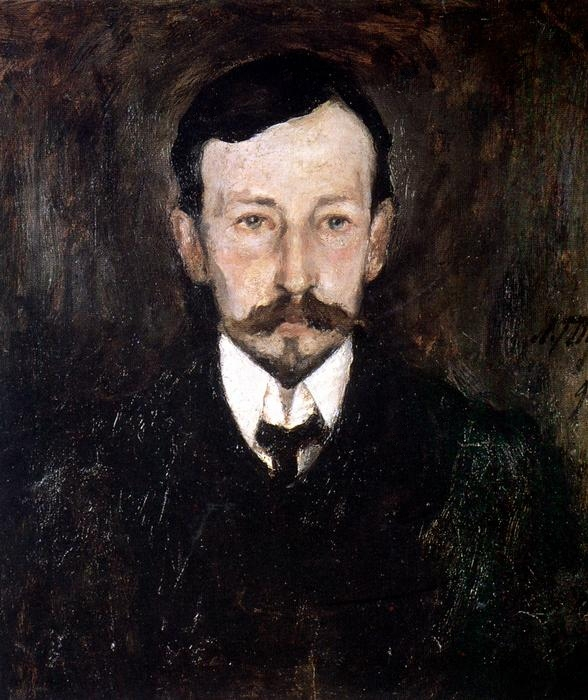
Portrait de Bounine par Tourjanski (1905)

Il traduit Henry Longfellow, George Gordon Byron, Alfred Tennyson, et Alfred de Musset. Il publie son premier roman, Le Village, en 1910. Reconnu par ses pairs comme l'un des écrivains russes les plus importants, il est élu, la même année, à l'Académie impériale de Russie. Alors que, traditionnellement, depuis Ivan Tourgueniev, on s'était habitué à idéaliser le moujik, le portrait réaliste qu'il fait d'un village russe avec sa stupidité, sa cupidité, sa brutalité et sa violence provoque un certain scandale à la parution du roman à Moscou.
Avant la Première Guerre mondiale, il voyage beaucoup : les Indes britanniques, Ceylan, Palestine, Égypte, Turquie, Afrique du Nord. Ces voyages ont une grande influence sur ses écrits. Il passe ses hivers à Capri en 1912, 1913 et 1914.

### Après la Révolution

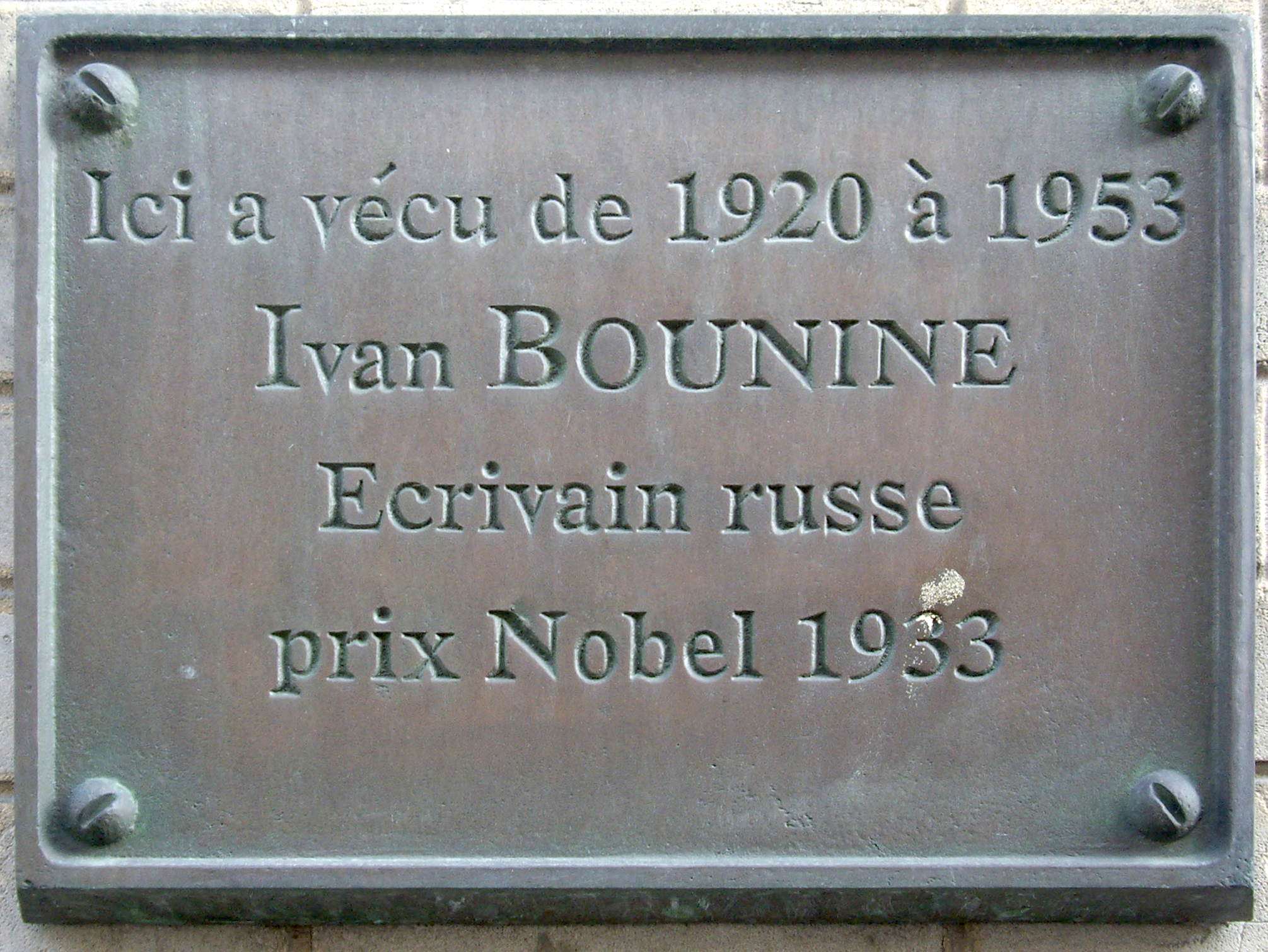
Plaque en hommage à Ivan Bounine, 1 rue Jacques-Offenbach (16e arrondissement).

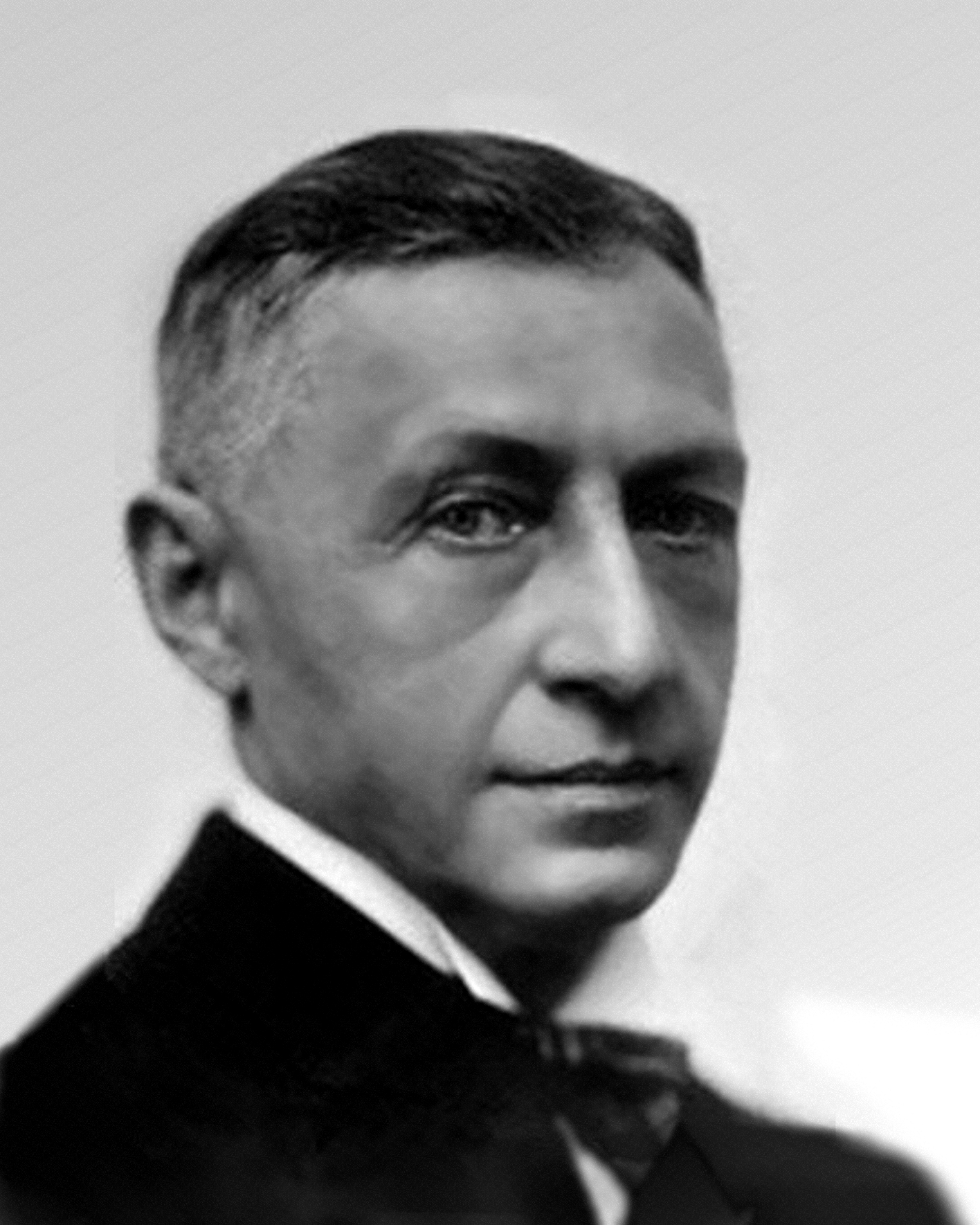
Ivan Bounine en 1933 lors de l'obtention du prix Nobel.

Lors de la révolution d'Octobre, Bounine a 47 ans et il est un écrivain reconnu en Russie. Il fuit Moscou le 21 mai 1918 pour s'installer dans le sud du pays, tenu par les armées blanches. Il quitte la Russie pour les Balkans en 1920, puis s'installe en France, où il vit à Paris (au 1 rue Jacques-Offenbach, dans le 16e arrondissement, où il décèdera) et à Grasse,. Il publie son journal extrêmement critique à l'égard du régime bolchévique.
Il reçoit le prix Nobel de littérature en 1933. Dans les années qui suivent, il s'oppose au national-socialisme. Il continue à publier en russe pour les Russes émigrés. Des extraits de ses récits paraissent régulièrement dans La Pensée russe et certains sont traduits en français, mais c'est dans les années 1980 que son œuvre est diffusée de manière plus large en France. Son œuvre est interdite en URSS et n'y est publiée qu'après la mort de Staline.
Il meurt d'une crise cardiaque à Paris en 1953. Il est inhumé au cimetière russe de Sainte-Geneviève-des-Bois près de sa dernière épouse Vera décédée en 1961.
Il existe aujourd'hui trois musées Bounine en Russie : à Orel, à Ielets et à Iefremov, ainsi que plusieurs rues qui portent son nom, dont une à Moscou.

### Vie privée
Ivan Bounine rencontre son premier amour au lycée d'Ielets, Varvara Pachtchenko, une camarade de classe, fille d'un médecin et d'une actrice. Le père de la jeune fille est opposé à toute idée de mariage. Ivan Bounine et sa maîtresse s'enfuient et sont hébergés à Poltava dans la maison du frère aîné d'Ivan. Mais en 1892, leur relation se détériore et Varvara se plaint dans une lettre au frère d'Ivan de fréquentes querelles, lui demandant de l'aide pour mettre fin à sa liaison. En 1894, la rupture est consommée lorsque Varvara se marie avec l'écrivain de théâtre Arseni Nikolaïevitch Bibikov, un ami proche d'Ivan Bounine. Le jeune homme s'estime trahi et sa famille un temps craint qu'il ne se suicide.
Bounine épouse ensuite en secondes noces Vera Nikolaïevna Mouromtseva, rencontrée en 1906 chez son ami Boris Zaitsev (ainsi que celui-ci le raconte) . Le mariage dure jusqu'à la mort de Bounine. Vera Bounina a par la suite publié un livre de souvenirs sur leur vie.

## Œuvre
L'œuvre de Bounine exprime un lyrisme très personnel, aussi bien dans ses poésies que dans ses nouvelles en prose. Il écrit dans un texte de 1929 intitulé « Comment j'écris »: « Je n'ai jamais écrit sous une influence extérieure, mais toujours du fond de moi-même. Il faut que cela naisse du fond de moi-même, sans cela je ne peux écrire… ».
Bounine est un écrivain de la tradition. Opposés à la modernité et l'avant-garde, ses textes revendiquent une culture littéraire classique. Rapproché du réalisme, l'écrivain est le chantre de la nature et le peintre exhaustif de la Russie de sa jeunesse dont il ressuscite le folklore et les traditions rurales . Il est également réputé pour délaisser l'intrigue, réduite au strict minimum, au profit de l'étude psychologique et l'art de la description . Dans sa jeunesse, l'auteur publie des poèmes dans la tradition d'Alexandre Pouchkine, Mikhaïl Lermontov, Afanassi Fet, Iakov Polonski et Alexis Tolstoï. Nouvelles du pays (1893) et Terre noire (1904) reconstituent avec fidélité la vie rurale et Au hameau (1892) évoque les propriétés nobiliaires reculées, abandonnées et délabrées,. Sa nouvelle Les Pommes d'Antonov (1900) mêle souvenirs et observations charnelles de la campagne, détaillant avec minutie les sons, les images, les odeurs, les sensations, les saveurs et la splendeur de cette dernière. Par le scandale qu'il provoque, Le Village (1910) lui vaut la célébrité en Russie et à l'international. Ce roman décrit le quotidien pénible, la misère et la profonde mélancolie d'un village isolé et s'éloigne de l'image d’Épinal du moujik exalté et jovial. D'un profond pessimisme, Bounine continue à mettre en scène, avec Conversation nocturne (1911) et Zakhar Vorobiev (1912), la décadence de la société tsariste et la pauvreté paysanne dans une série de tableaux violents et cruels.
Ses voyages en Asie lui donnent la matière de récits regroupés sous le titre Le Temple du soleil (1907-1912). Le Monsieur de San Francisco (1915), sa nouvelle la plus connue, s'inscrit dans une interrogation métaphysique sur la fatalité des civilisations amenées à s'éteindre, les mirages de l'existence et l'attente de la mort. L'Amour de Mitia (1925) dénote une inspiration plus érotique et sensuelle à travers l'histoire d'amours malheureuses. Dans son journal Jours maudits, il évoque avec tristesse la Révolution bolchévique de 1917 et son départ vers l'ouest. Le roman La Vie d'Arséniev (1938) puise une nouvelle fois des images de l'ancienne Russie et dévoile des motifs autobiographiques en évoquant la rupture douloureuse avec le pays natal et la souffrance de l'expatrié. Son recueil de récits Les Allées sombres (1946), qui a pour thème central l'amour et la femme, est publié sept ans avant son décès. Une courte nouvelle de 1940, À Paris, évoque une vibrante histoire d'amour qui a pour cadre le milieu des émigrés russes dans la capitale française.
Bounine puise son inspiration dans la vie même, ainsi qu'il le rapporte: « le sentiment qui me pousse à écrire me vient dans la campagne, dans la rue, à la mer, chez moi, à la suite de l'une ou l'autre inspiration, de la rencontre avec un visage, parfois d'une lecture ». Partant d'une veine réaliste, expression tragique et lyrisme se condensent en une méditation sur l'âme russe et l'essence humaine. Bounine est apprécié pour la puissance d'évocation de sa prose, la beauté de ses images, la rigueur et la concision de son écriture et sa capacité à magnifier les perceptions. Considéré comme le maître des petites sommes littéraires (courts récits, nouvelles), il est souvent comparé aux frères Goncourt, Gustave Flaubert et Thomas Hardy pour son art du détail, ses tableaux de la vie provinciale, sa critique acerbe de la société et son culte de la perfection formelle.
Sur l'exemple d'Anton Tchekhov, son modèle (dont il a écrit une biographie), il est également connu pour mettre son lecteur à contribution dans sa représentation du monde et sa construction narrative. Il est par ailleurs rapproché de Tourgueniev pour son sens du rythme et la dimension musicale de son style. Gorki, qui admirait Bounine, le considérait comme le meilleur styliste de sa génération.

### Romans
- Le Village (1910)
- Le Sacrement de l’amour (L'Amour de Mitia) (1925)
- La Vie d'Arséniev (1927-1939)

### Nouvelles et recueils de nouvelles
- Au hameau (1892)
- Nouvelles du pays (1893)
- Les Pommes d'Antonov (1900)
- Meliton (1901)
- Terre noire (1904)
- Conversation nocturne (1911)
- Zakhar Vorobiev (1912)
- Le Temple du soleil (1907-1912)
- Le Monsieur de San Francisco (1915)
- Le Calice de la vie (1915)
- Printemps éternel (1923)
- La Nuit (1925)
- L'Affaire du cornette Elaguine (1926)
- Coup de soleil et autres nouvelles (1926-1927)
- Les Allées sombres (1946)

### Poésie
- Poèmes, 1887-1891 (1891)
- Sous le ciel couvert (1898)
- Automne (1901)
- Poèmes, 1903 (1903)
- Poèmes, 1903-1906 (1906)
- Poèmes, 1907 (1907)
- Selected Poems (1929)
- Mon cœur pris par la tombe, choix de poèmes traduits du russe et présentés par Madeleine de Villaine, avant-propos par Vladimir Nabokov, Éditions de la Différence, coll. « Orphée », Paris, 1992.

### Récits autobiographiques et journaux
- À la source des jours (1910-1926)
- Jours maudits (1931; réédition française 2018)
- Mémoires. Sous le marteau et l'enclume (1950)

### Essais biographiques
- La délivrance de Tolstoï (1939)
- Tchekhov (édition en français 2004)

## Récompenses et honneurs
- Prix Nobel de littérature en 1933.
- L'astéroïde (3890) Bounine porte son nom.
- L'étoile dédiée à l'écrivain sur l'Allée des Étoiles à Odessa[10].